# Професійна етика
Професійна етика — це кодекс правил, що визначає поведінку спеціаліста у службовій обстановці, норм, які відповідають існуючим законам та відомчим нормативним документам, професійним знанням, стосункам у колективі, глибокому усвідомленню моральної відповідальності за виконання професійних обов'язків.
Професійна етика, крім того, це прикладна соціально-філософська дисципліна, яка вивчає походження, сутність, специфіку, суспільні функції морально-професійних норм і стосунків, закономірності їх розвитку на різних історичних етапах.

## Завдання професійної етики
Вивчити складний процес віддзеркалення професійних стосунків у моральній свідомості, у морально-професійних нормах, провести чітку межу між морально-професійними явищами і явищами професійної майстерності, вивчити суспільні завдання, цілі професії і їх значущість у соціальному прогресі, саме цим сприяючи їх успішному виконанню.

## Практичне застосування
У країнах, де існують громадські органи та механізми підтримання стандартів діяльності окремих професій, порушення професійної етики, після їх розгляду спеціальними комітетами, можуть бути підставою для позбавлення особи ліцензії на право практикувати в рамках даної професії.